# 小林泰三 (美術史学者)
小林 泰三（こばやし たいぞう、1966年5月24日 - ）は、日本の美術史学者、デジタル復元師。
東京都杉並区生まれ。学習院大学文学部美学美術史専攻卒業後、大日本印刷に入社。「狩野派の屏風・花下遊楽図屏風」(95年)、「地獄草紙・生きている地獄」(97年)で数々の賞を受賞。2004年小林美術科学を設立。デジタル復元により、新しい日本美術の鑑賞法を確立。出演番組としてNHK「日曜美術館」「NHKスペシャル」、TBS「教科書にのせたい!」など。WOWOW「美術のゲノム」では企画と案内役を担当する。

## 著書
- 『日本の国宝、最初はこんな色だった』光文社新書、2008
- 『国宝 よみがえる色彩 デジタル復元でここまで見えた! 初めて見たのはこんな色!』双葉社スーパームック、2010
- 『後白河上皇 「絵巻物」の力で武士に勝った帝』PHP新書 2012
- 『誤解だらけの日本美術 デジタル復元が解き明かす「わびさび」』光文社新書 2015